# Het allermooiste van Gordon
Het allermooiste van Gordon is een verzamelalbum van de Nederlandse zanger Gordon uit 2009. Het album bevat Nederlands- en Engelstalige nummers die in de periode van 1991-1999 zijn uitgeven door CNR. Recentere albums werden, op een album uit 2006 na, door andere platenlabels uitgegeven. Het album valt onder de reeks Hollandse sterren. Opvallend is dat de meeste Engelstalige nummers een bewerking zijn van de Nederlandstalige nummers.

## Nummers
Disk 1 Nederlandstalig
1. Kon ik maar even bij je zijn
2. Geef me de kracht
3. Omdat ik zo van je hou
4. Geef me de tijd
5. Never nooit meer (duet met Re-Play)
6. Nu zet ik de wereld op z'n kop
7. Met hart en ziel
8. Hoe ver wil je nog gaan?
9. Blijf nou nog even
10. Kijk niet meer om
11. Ik kan 't niet alleen (duet met Marlayne)
12. Als je gaat
13. Waar moet ik heen
14. Ik hou van jou
15. Echte liefde
16. Lag het echt alleen aan mij?
17. Waar ben jij?
18. Kijk naar mij

Disk 2 Nederlandstalig
1. Ik bel je zomaar even op
2. Blijf je vannacht bij mij
3. De dag dat jij verdween
4. Jij was daar (duet met Berget Lewis)
5. Anders dan met jou
6. Jong voor altijd
7. Niet een zoals jij
8. Met mijn ogen dicht
9. 't Is zo weer voorbij
10. Nu het zover is
11. Sprakeloos
12. Liefde zonder eind (duet met Ingrid Simons)
13. Vertrouw maar op mij
14. Je moet hem laten gaan
15. Liever gelukkig alleen
16. Ik ben nu vrij
17. Alleen om dit moment
18. Het levende bewijs

Disk 3 Engelstalig
1. We've Got the Power
2. Can't You See That I Love
3. Miracle
4. Just Too Big for Words
5. I'm Never Gonna Stop Loving You
6. Walk Away
7. We've Got to Hold On This Time
8. Built It Up
9. Let It Be Me
10. Then Came You
11. If Everything Between Us Really Died
12. Back in Love Again
13. There's a Whole Lot To
14. Beat of My Heart
15. Forever Young
16. The Rhythm of Love
17. Given a Chance
18. If I Only Could Be With You

## Trivia
John Ewbank schreef de nummers: "Kon ik maar even bij je zijn", "Blijf nou nog even", "Waar moet ik heen", "Blijf je vannacht bij mij", "Je moet hem laten gaan", "Liever gelukkig alleen", "We've Got to Hold On This Time", "Built It Up", "If Everything Between Us Really Died" en "If I Only Could Be With You". Hij was de componist van het nummer "Ik bel je zomaar even op".